# Federal Heights
Federal Heights ist eine Statutory City im Adams County des Bundesstaats Colorado in den Vereinigten Staaten.
Das U.S. Census Bureau hat bei der Volkszählung 2020 eine Einwohnerzahl von 14.382 ermittelt. Das Einzugsgebiet der Stadt beträgt 4,7 Quadratkilometer.

## Geschichte
1927 kaufte ein Mitarbeiter Colorado & Southern Railroad etwa 10.000 Quadratmeter (2,5 Acre) Land entlang des Federal Boulevard, der im weiteren Verlauf nach Denver hineinführt. Dies und der Umstand, dass der Ort etwas oberhalb Denvers liegt, führten zur Namensgebung Federal Heights. In den späten 1930er Jahren lebten 34 Menschen in dem Ort, der 1977 zur Stadt erhoben wurde. Federal Heights beherbergte seit den 1930er Jahren den Federal Heights Airport, auf dem insbesondere zahlreiche Piloten für ihren Einsatz im Zweiten Weltkrieg ausgebildet wurden. Der Flughafen wurde 1961 geschlossen, nachdem er dem Wettbewerb mit dem Jefferson County Airport im nahe gelegenen Broomfield nicht standhalten konnte.